# In Vain (EP)
In Vain è un EP del gruppo musicale power metal tedesco Rage, pubblicato nel 1998 dalla GUN Records.

## Edizioni
Il disco è stato pubblicato in tre edizioni distinte, denominate I, II e III. Ogni edizione contiene quattro tracce, di cui solo la prima è in comune alle tre versioni. Si tratta di In Vain (I Won't Go Down), registrata con il contributo della Lingua Mortis Orchestra. Le altre nove tracce sono tutte versioni dal vivo, registrate principalmente durante il tour di supporto all'album End of All Days del 1996.

## Tracce

### Edizione I
1. In Vain (I Won't Go Down) (Radio Mix) – 3:41
2. Turn The Page – 4:43 (Peter Wagner)
3. Incomplete – 3:51 (testo: Peter Wagner – musica: Christian Wolff, Peter Wagner)
4. Yesterday – 2:32 (musica: The Beatles)

### Edizione II
1. In Vain (I Won't Go Down) (Radio Mix) – 3:41
2. From The Cradle To The Grave – 4:51 (testo: Peter Wagner – musica: Peter Wagner, Spiros Efthimiadis)
3. Alive But Dead – 6:00 (testo: Peter Wagner – musica: Chris Efthimiadis, Peter Wagner)
4. Paint It, Black – 4:36 (Rolling Stones)

### Edizione III
1. In Vain (I Won't Go Down) (Radio Mix) – 3:41
2. Sent By The Devil – 4:52 (Peter Wagner)
3. Higher Than The Sky – 5:18 (Peter Wagner)
4. Motorbreath – 2:26 (Metallica)

## Formazione
- Peter "Peavy" Wagner - voce, basso
- Spiros Efthimiadis - chitarra
- Sven Fischer - chitarra
- Chris Efthimiadis - batteria

### Ospiti
- Symphonic Orchestra Prague